# Foenatopus quadridens
Foenatopus quadridens  (лат.) — вид наездников рода Foenatopus из семейства Stephanidae. Лаос.

## Описание
Эндопаразиты насекомых. От близких видов отличается следующими признаками: задние бёдра с 4 крупными вентральными зубцами; яйцеклад полностью чёрный и в 1,15 раз длиннее тела; темя с тонкой поперечной исчерченностью; пронотум грубо морщинистый; птеростигма длинная, узкая и заострённая.
Основная окраска тела коричневато-чёрная (ноги светлее). Голова и 3-й тергит с желтоватыми отметинами. Шея спереди выемчатая, с мелкими бороздками; задняя часть пронотума градуально сливается с оставшейся частью переднеспинки; метаплеврон узкий; жилка 2-SR и 2-SR+M переднего крыла отсутствует; жилка 2-CU1 переднего крыла не полностью редуцирована; задние голени сплющены в базальной части; задние лапки самок 3-члениковые.